# Erodium adenophorum
Erodium adenophorum är en näveväxtart som beskrevs av Blatter. Erodium adenophorum ingår i släktet skatnävor, och familjen näveväxter. Inga underarter finns listade i Catalogue of Life.